# Castres-Gironde

Castres-Gironde este o comună în departamentul Gironde din sud-vestul Franței. În 2009 avea o populație de 2.046 de locuitori.

## Evoluția populației
| An        | 1975  | 1982  | 1990  | 1999  | 2006  | 2009  |
| --------- | ----- | ----- | ----- | ----- | ----- | ----- |
| Populație | 1.074 | 1.211 | 1.349 | 1.512 | 1.890 | 2.046 |